# Novelty (locomotive)
La locomotive Novelty est un prototype de locomotive conçu et assemblé par John Ericsson et John Braithwaite (en) en vue du concours de Rainhill de 1829.
On considère aujourd'hui cette locomotive, de classe Northumbrian, comme la première locomotive-tender. La conception de sa chaudière, et de plusieurs de ses mécanismes, était unique (ce qui justifie d'ailleurs son nom) ; malheureusement, plusieurs composants mécaniques critiques présentaient des faiblesses structurelles qui lui firent perdre le concours.

## LaNoveltyet le concours de Rainhill

### La collaboration entre Ericsson et Braithwaite

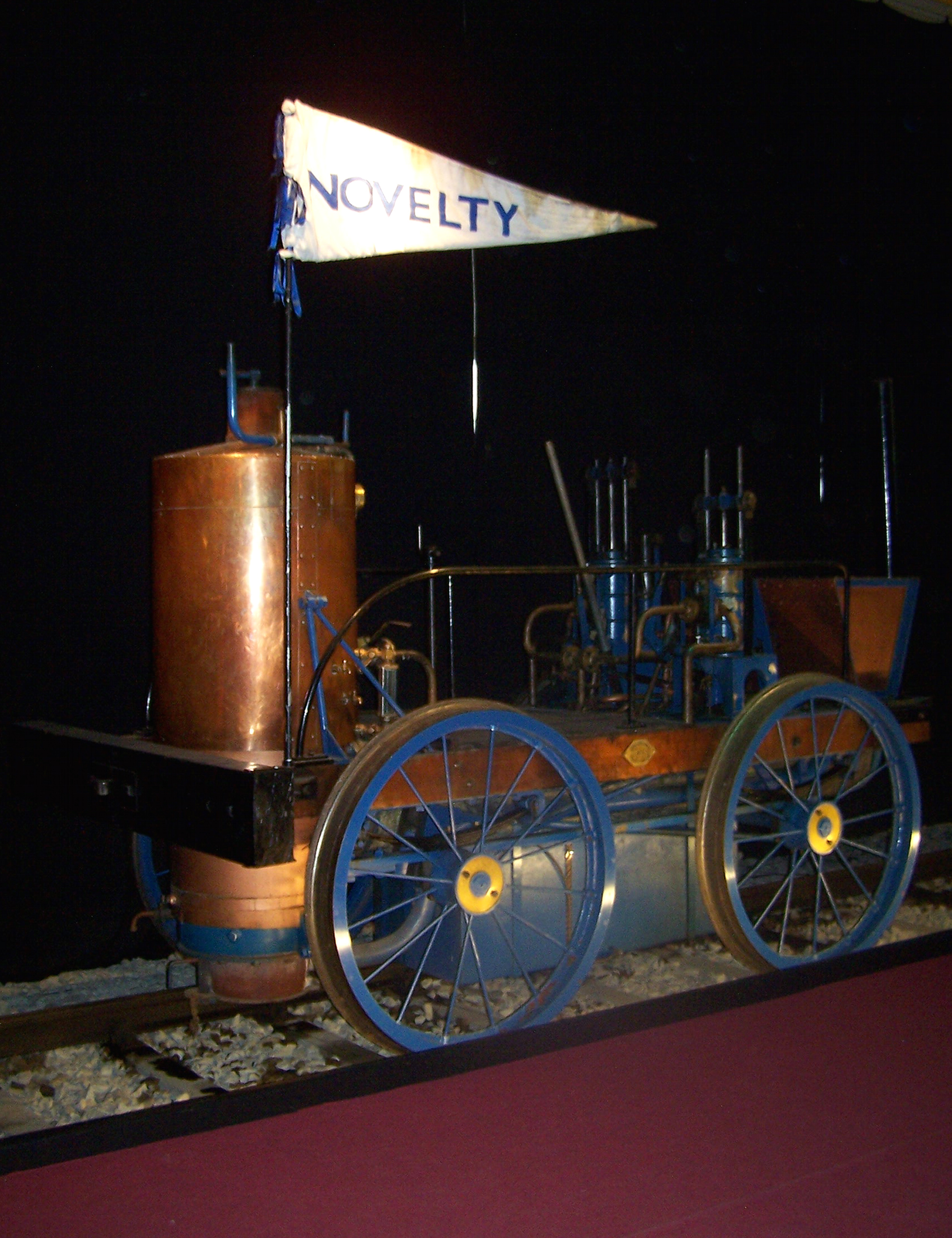
Reconstitution de la Novelty au Musée des Transports de Nuremberg pour l'exposition "Adler, Rocket and Co."

À la fin des années 1820, Ericsson et Braithwaite collaboraient pour la fourniture de pompes à chevaux actionnées par la vapeur. Elles comportaient une chaudière conçue par Ericsson et étaient assemblées dans les ateliers londoniens de John Braithwaite.
Ces pompes à incendie étaient réputées pour leur vitesse de montée en charge ; par leur forme, elles annoncent déjà la Novelty.
Charles Vignoles était aussi associé au projet Novelty, mais on ignore la part qu'il y prit en pratique : il s'est vraisemblablement rallié à ce projet concurrent par suite de la brouille qu'il avait eue peu auparavant avec George Stephenson.

### La construction
Il paraît qu’Ericsson et Braithwaite n'ont appris l'organisation du concours de Rainhill que sept semaines avant les épreuves, par une lettre qu’un ami d’Ericsson leur avait envoyée à propos d'un steam race. La brièveté des délais a amené à conclure que la Novelty n'était qu'une pompe à incendie convertie en locomotive à la va-vite ; il est cependant plus probable que les deux ingénieurs ont réemployé les éléments de leurs pompes pour répondre aux exigences de l'épreuve, afin de construire la Novelty.
La locomotive fut assemblée dans les ateliers londoniens de Braithwaite et acheminée à Liverpool par bateau. Le temps manquait pour pouvoir tester la machine à Londres avant son transport, et ce n'est qu'au cours de premiers essais à Rainhill que les deux ingénieurs apportèrent des modifications avec l'aide de Timothy Hackworth.

### La chaudière

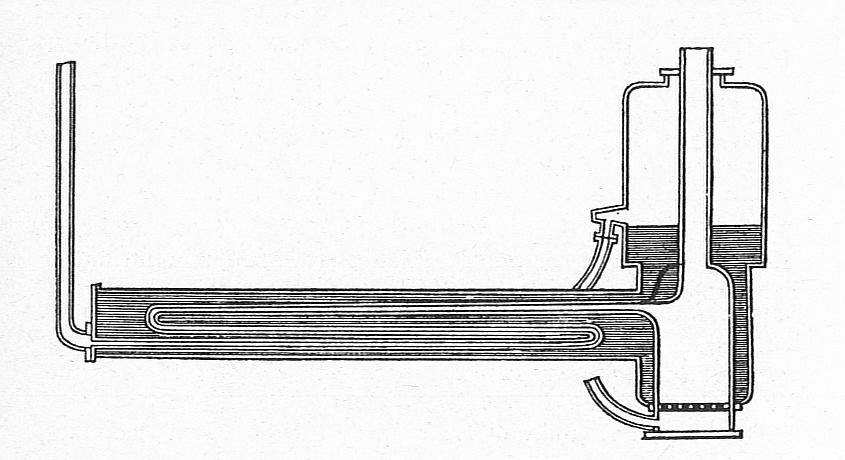
Vue en coupe de la chaudière, avec à droite la boîte à fumées.

La chaudière de la Novelty avait été conçue par John Ericsson : c'était une idée d'inspiration scientifique, très difficile à réaliser et à réparer avec les matériaux et les procédés du moment, contrairement à la chaudière de la Rocket et des locomotives des décennies postérieures.
Le trait le plus caractéristique de la chaudière est sa tour verticale en cuivre (le grand récipient à droite sur l'illustration). Elle était dotée d’une boîte à fumée, séparé de la chaudière par intervalle noyé d'eau (à peu près au même niveau que le pivot de la bielle du piston). On alimentait la chaudière en coke par en haut, à l'endroit où un tube passe à travers le couvercle de la boîte à fumée. Cette boîte n'était pas différente, dans sa forme, de celles de certains types de chaudière verticale, mais on ne la trouve à ce moment que dans le moteur d'Ericsson.
De même que George Stephenson, Ericsson avait compris qu'il fallait une grande surface d'échange thermique pour refroidir les gaz. Il monta donc sur le corps du moteur un tube échangeur parcouru par un courant d'eau pour le refroidissement. On voit ce tube sur le schéma du début de cet article, à droite, avec la cheminée verticale qui lui est adossée. Le tube refroidisseur était traversé d'un serpentin assurant le transfert de l'air chaud. Ce serpentin formait un venturi afin d'accélérer l'échappement du gaz une fois refroidi ; en pratique, ce serpentin s'encrassait assez vite et il était impossible de le nettoyer sans le démonter entièrement.
La chaudière avait une forme en tonneau ; elle s'évasait pour épouser la forme du châssis au niveau de sa platine d'embase. On pouvait y adapter des cylindres ou un sifflet-soupape.
La chaudière utilisait la convection forcée développée par un soufflet mécanique (c'est la pièce triangulaire que l'on voit à droite sur l'illustration) : l'air était injecté sous pression le long d'un tuyau jusque sur le grilleur scellé (sous le foyer). Très peu de locomotives ont utilisé par la suite l'injection d'air : la principale raison tenait à ce que, pour ajouter du combustible, il faut : ou bien interrompre l'injection de comburant (l'oxygène de l'air) ou prévoir une sorte de ventelle. La Novelty utilisait en effet une ventelle pour distribuer l'air, mais cela n'empêchait pas entièrement un retour de flamme ou d'air brûlant sur le visage du chauffeur.
Le soufflet était actionné par les bielles reliant les pistons aux essieux, de sorte que le tirage était proportionnel à la fréquence de cycle du moteur, pour éviter les inconvénients de l'injection dans la cheminée de la vapeur d'échappement. On suppose qu'au point mort, le soufflet était actionné à la main, ou que l'on décollait les roues motrices des rails. On ne connaît pas exactement les détails de construction du soufflet.
L'eau était mise en charge grâce à une pompe en dérivation de l'un des pistons (comme c'était pratique courante l'époque).

### La transformation de mouvement
À l'époque, les ingénieurs étaient confrontés à l'usure inégale des pistons dans les moteurs à axe horizontal : c'est la raison pour laquelle ils préféraient les moteurs à axe vertical, malgré la complexité accrue de la suspension (comme pour la Sans Pareil).

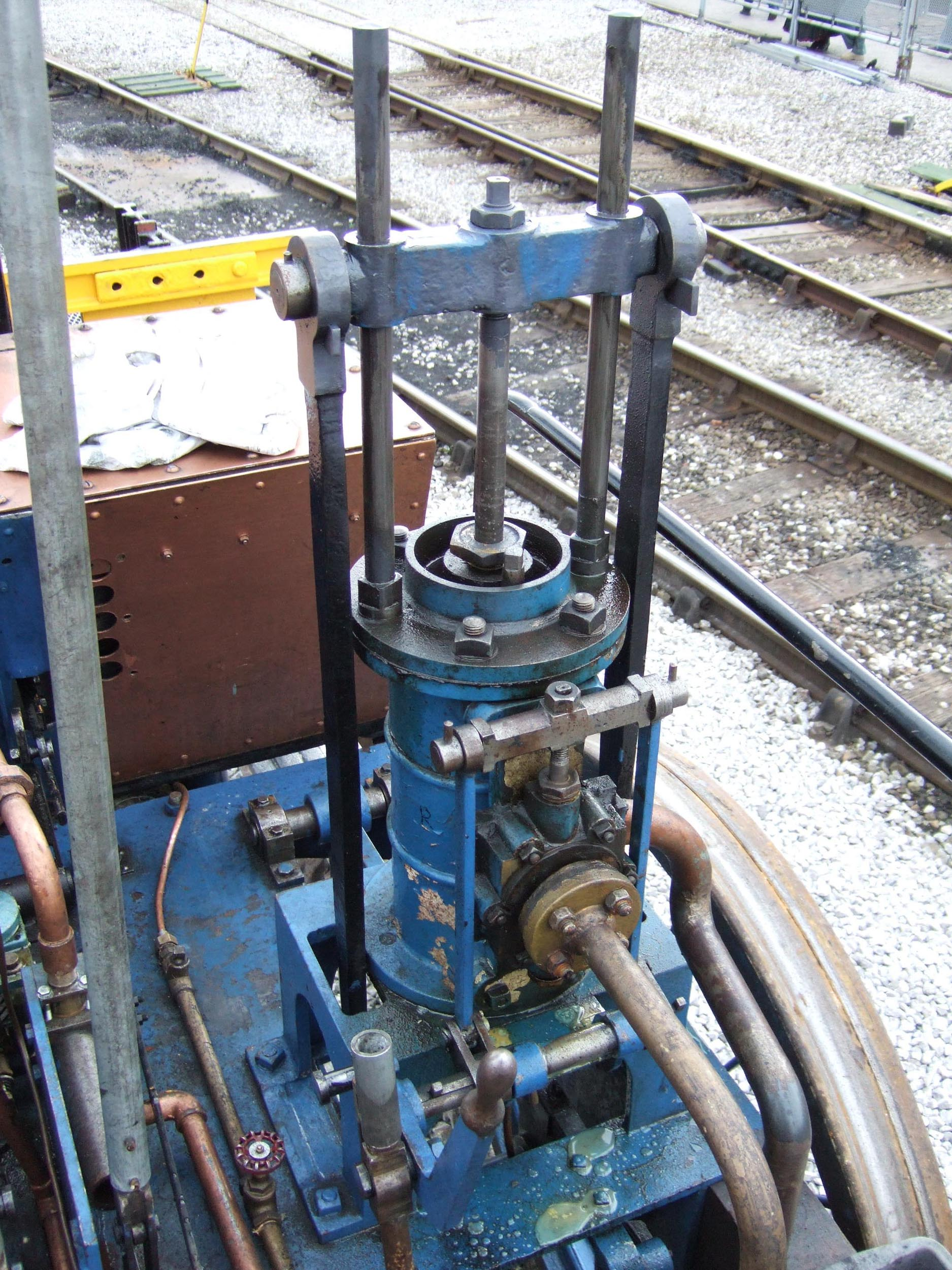
La chambre du piston de la reconstitution de la Novelty.

La Novelty était équipée de pistons verticaux montés à l'arrière du moteur (à droite des chauffeurs sur le schéma) ; juste en dessous, des équerres transformaient le mouvement en un va-et-vient horizontal. Des bielles connectaient ces équerres à une manivelle (l'essieu de gauche). La distribution était asservie de la même façon à l'essieu : cela multipliait les pivots et les bielles, absorbant une certaine quantité d'énergie. Les roues étaient des roues à rayons (comme les  roues de bicyclette).
Les roues de la Novelty étant de même diamètre, on pourrait la confondre avec une locomotive de type 0-4-0, mais c'est en fait une machine NorthumbrianWT, car seules les roues sous la tour (à gauche sur l'illustration) étaient motrices ; les autres n'étaient pas en prise avec la transmission, bien qu'on eût pu les coupler au besoin à l'aide d’une chaîne.

### La première locomotive-tender
La Novelty est considérée comme la première locomotive-tender puisque le coke était enfourné par des tiroirs dans l'embase de la tour et que l'eau était stockée dans un réservoir entre les essieux.
Le concours de Rainhill stipulant des conditions particulières sur le poids des machines dépourvues de tender, le cas de la Novelty dut être examiné à part.

### Performance aux essais
La Novelty était le concurrent favori du public lors du concours. Cela venait sans doute de son aspect de coche automobile (qui dans l'esprit des gens promettait vitesse et progrès dans les transports en commun) ou peut-être parce qu'elle ne ressemblait plus beaucoup aux Puffing Billies des mines de charbon de l'époque. Lors des galops d'essai organisés le premier jour de la compétition, la Novelty tint ses promesses, avec une vitesse d'environ 45 km/h.
Lors des préparatifs des épreuves, la Novelty apparut comme une locomotive légère et nerveuse. Les Stephenson étaient préoccupés, car cette machine paraissait décidément parfaitement adaptée aux conditions du concours, qu'ils trouvaient trop peu exigeant du point de vue de la masse morte à tracter.
La Novelty passa les essais en premier. Au second jour des essais, elle accomplit les séries préliminaires mais très vite le soufflet présenta des fuites et il fallut commencer à le réparer, ce qui prit toute la journée du lendemain. Cependant, à la reprise des épreuves, la conduite d'eau éclata et il fallut refaire l’étanchéité de la chaudière ; or à l'époque, on scellait les chaudières avec un mortier qui ne faisait entièrement prise qu'au bout de plusieurs jours (voire une semaine). Faute de temps, il fallut s'en remettre à des réparations de fortune et bientôt les incidents se multiplièrent : cela poussa Ericsson et Braithwaite à déclarer forfait.

## Après Rainhill

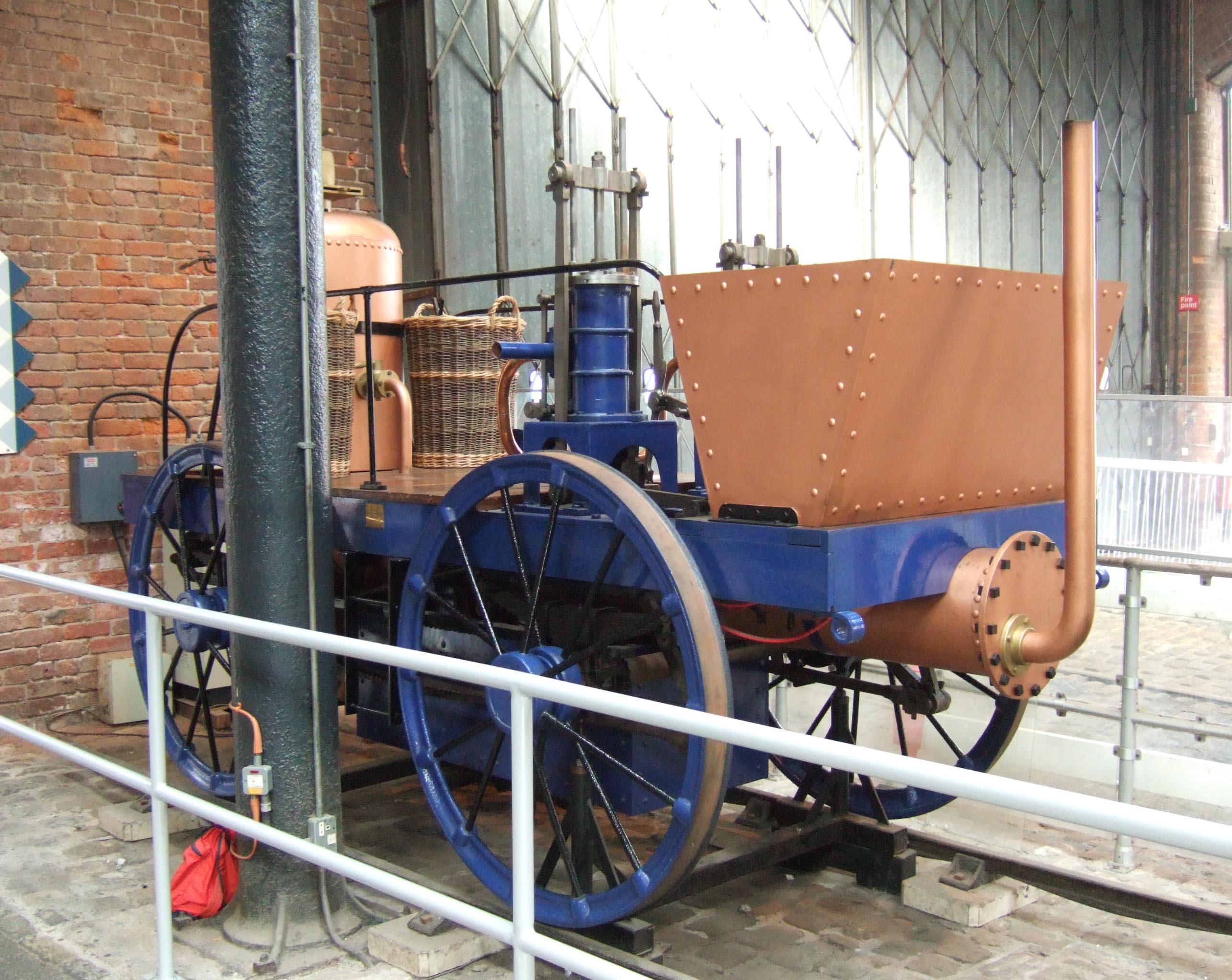
Maquette grandeur nature comportant des pièces de l'original.

Entièrement réparée, la Novelty accomplit par la suite plusieurs voyages de démonstration mais elle avait raté le grand rendez-vous commercial de Rainhill. Ericsson et Braithwaite poursuivirent leurs travaux : ils fabriquèrent deux autres locomotives, la William IV et la Queen Adelaide, plus massives et plus solides que la Novelty, avec en outre bien des améliorations supplémentaires : par exemple, ils avaient substitué au soufflet un extracteur de gaz d'échappement. Ils effectuèrent de nouveaux essais devant les investisseurs de la Liverpool and Manchester Railway mais n'obtinrent aucune commande de la compagnie.
Alors la Novelty fut mise en service sur la St Helens and Runcorn Gap Railway et y fonctionna plusieurs années. En 1833, on en changea les pistons et la chaudière. Toutes ces pièces sont parvenues intactes jusqu'à nous.

## La reconstitution
Pour la manifestation Rocket 150 organisée en 1980 pour les 150 ans de la locomotive de Stephenson, Locomotion Enterprises a entièrement reconstitué la Novelty dans l'atelier de Springwell de Bowes Railway. C'était une machine fonctionnelle conçue pour ressembler de près à l'original ; mais un certain nombre de modifications ont été apportées pour réduire les coûts de fabrication et répondre aux normes de sécurité d'aujourd'hui :
- acier au carbone au lieu de fer forgé : on ne fabrique plus depuis longtemps de fer forgé, alors qu'il est facile de se procurer de l'acier au carbone.

- chaudière soudée en acier au lieu de cuivre : une chaudière en cuivre coûterait aujourd'hui une fortune, et aurait nécessité le travail d'un artisan qualifié .
- parement de la chaudière en contreplaqué repeint couleur cuivre :The blower is likely to have been the subject of development work, plywood being much cheaper and easier to work with. Additionally few people would get close enough to tell the difference.
- un frein à main capable de bloquer les deux roues : cet équipement a été ajouté après la manifestation Rocket 150.
- la chaudière a été équipée d'un niveau d'eau et d'un tube de Bourdon : ces instruments sont désormais obligatoires pour toutes les machines à pression.
- la soupape de sécurité est désormais une soupape à décharge. Les anciennes soupapes (passives) pouvaient être désarmées manuellement, et ne sont plus autorisées ; enfin elles ne sont pas entièrement étanche et font perdre de la pression.
- La chaudière contient à peu près deux fois le volume d'eau de l’original : cela vient de la méthode de fabrication moderne  (joints à recouvrement et conduite en acier de diamètre normalisé). Il y a un plus grand volume entre l'intérieur de la tour et la conduite centrale ; la surface de grille actuelle est, pour cette raison, sans doute nettement plus petite que dans la chaudière originale.

Pour une raison encore mal éclaircie, les roues de la machine reconstruite sont munies de boyaux très minces. Il est possible que la taille des roues ait été déduite par changement d'échelle de la maquette du Science Museum de Londres. La machine actuelle est notamment incapable de franchir les aiguillages modernes.
En vue de la manifestation Rocket 150, la Novelty a été acheminée par wagon mille-pattes, suspendue de façon à pouvoir faire tourner son moteur et à laisser tourner librement les roues. À l’issue de Rocket 150, la Novelty a été mise en marche un certain nombre de fois à Manchester. En 1982, elle a été vendue au Swedish Railway Museum de Gävle, et a quitté le Royaume-Uni.

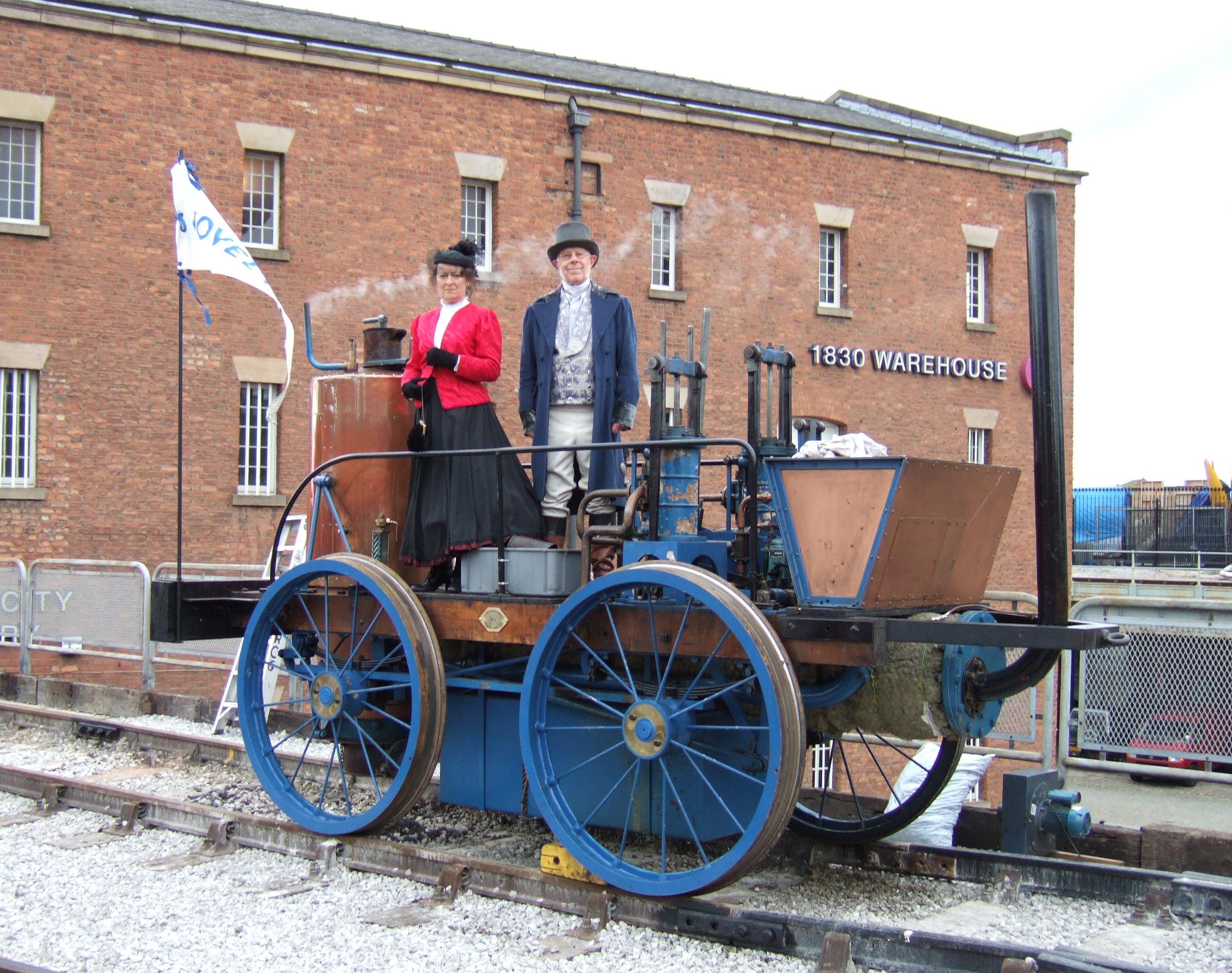
Réplique de la Novelty à Manchester (septembre 2005).

Au mois de juillet 2002, la Novelty a été ramenée d'Angelholm, pour le tournage d'une émission de télévision. Elle est repartie en Suède au printemps 2003, puis a effectué un bref séjour au Musée des Sciences et de l'Industrie (Manchester) durant l’automne 2005. Elle a également été prêtée au Musée des transports de Nuremberg en 2010.

## Source de la traduction
- (en) Cet article est partiellement ou en totalité issu de l’article de Wikipédia en anglais intitulé « Novelty (locomotive) » (voir la liste des auteurs).